# Зюнгар (Калмыкия)
Зюнгар (калм. Зүнһар) — посёлок (сельского типа) в Яшкульском районе Калмыкии, в составе Чилгирского сельского муниципального образования.
Население — 69 человек (2010).

## Название
Первоначально посёлок назывался Нюкюн (калм. нүкүн — дыра; яма; скважина; нора; логово; берлога; отверстие). Современное название села производно от этнонима «зюнгар» — названия одного из калмыцких родов.

## История
Дата основания не установлена. Посёлок Нюкюн обозначен на карте 1940 года.
28 декабря 1943 года калмыцкое население было депортировано, посёлок, как и другие населённые пункты Черноземельного улуса Калмыцкой АССР, был передан Астраханской области. Впоследствии передан Ставропольском краю. На административной карте 1956 года обозначен как посёлок Камышевый
Калмыцкое население стало возвращаться после отмены ограничений по передвижению в 1956 году. Посёлок возвращён вновь образованной Калмыцкой автономной области в 1957 году. Дата присвоения названия Зюнгар не установлена.

## Физико-географическая характеристика
Посёлок расположен на севере Яшкульского района, в пределах Прикаспийской низменности. Высота — 3 м ниже уровня моря. Рельеф местности равнинный. В 8 км к северо-западу от посёлка расположено озеро Канурка.
По автомобильной дороге расстояние до столицы Калмыкии города Элиста составляет 91 км, до районного центра посёлка Яшкуль — 32 км, до административного центра сельского поселения посёлка Чилгир — 15 км.
Климат
Тип климата — семиаридный (BSk — согласно классификации климатов Кёппена). Среднегодовая температура воздуха — 9,9 °C, количество осадков — 268 мм. Наименьшее количество осадков выпадает в феврале (норма осадков всего 14 мм), наибольшее — в мае (32 мм).
| Показатель                    | Янв. | Фев. | Март | Апр. | Май  | Июнь | Июль | Авг. | Сен. | Окт. | Нояб. | Дек. | Год  |
| ----------------------------- | ---- | ---- | ---- | ---- | ---- | ---- | ---- | ---- | ---- | ---- | ----- | ---- | ---- |
| Средний суточный максимум, °C | −2,3 | −1,7 | 4,8  | 16,5 | 24,3 | 29,1 | 31,7 | 30,4 | 23,6 | 14,4 | 6,1   | 0,9  | 14,8 |
| Средняя температура, °C       | −5,5 | −5,2 | 0,8  | 10,7 | 18,0 | 22,8 | 25,4 | 24,0 | 17,6 | 9,5  | 2,8   | −1,7 | 9,9  |
| Средний суточный минимум, °C  | −8,6 | −8,7 | −3,1 | 5,0  | 11,7 | 16,6 | 19,2 | 17,6 | 11,7 | 4,6  | −0,4  | −4,3 | 5,1  |
| Норма осадков, мм             | 18   | 14   | 16   | 15   | 32   | 31   | 28   | 27   | 26   | 17   | 22    | 22   | 268  |
| Источник:                     |      |      |      |      |      |      |      |      |      |      |       |      |      |

## Население
| 1989 | 2002 | 2010 |
| ---- | ---- | ---- |
| 540  | ↘64  | ↗69  |

Национальный состав
Согласно результатам переписи 2002 года большинство населения посёлка составляли калмыки (98 %).
| Национальность | Численность (2010) | Процент |
| -------------- | ------------------ | ------- |
| Калмыки        | 64                 | 100%    |
| Всего          | 64                 | 100%    |